# Hormathophylla halimifolia
Espèce
Synonymes
- Ptilotrichum halimifolium Boiss.
- Aurinia halimifolia (Boiss.) Cullen & T.R.Dudley
- Lobularia halimifolia (Boiss.) Steud.
- Alyssum halimifolium sensu auct. gall.
- Alyssum ligusticum  Breistr.
- Alyssum perusianum subsp. halimifolium Bonnier & Layens

Hormathophylla halimifolia est une espèce de plantes à fleurs du genre Hormathophylla, de la famille des Brassicacées.

## Description
Hormathophylla halimifolia est une plante ligneuse à rameaux tortueux et formant un buisson non épineux de 20 à 30 cm. Elle produit de grandes fleurs blanches.

## Répartition
Hormathophylla halimifolia est présente dans les Préalpes et Alpes françaises (Var et Alpes-Maritimes) et italiennes (Ligurie et Piémont). Elle pousse dans les rochers des basses montagnes.